# VEB Autobahnbaukombinat

VEB Spezialbaukombinat Verkehrsbau

Das Volkseigene Autobahnbaukombinat (kurz: VE Autobahnbaukombinat, ABK) ging 1967 aus dem Volkseigenen Spezialbaukombinat Verkehrsbau hervor. Das SBK Verkehrsbau bestand aus den Volkseigenen Betrieben
- VEB Straßenbau Greifswald
- VEB Straßenbau Potsdam
- VEB Straßenbau Halle
- VEB Straßenbau Weimar
- VEB Bohr- und Sprengtechnik Berlin
- VEB Erdbau Magdeburg
- VEB Bauunion Süd Dresden
- VEB Industriebahnbau Magdeburg
- VEB Gleisbauunion Bitterfeld
- VEPSw Potsdam (Volkseigenes Projektierungsbüro Straßenwesen)

Das SBK hatte den Zweck, sämtliche zentral in der DDR geplanten Verkehrsbaumaßnahmen zu realisieren und beschäftigte ca. 16.000 Mitarbeiter.

## Geschichte

### 1949–1969
Auf dem Gebiet der DDR gab es 1949 rund 1400 Kilometer Autobahn aus der Zeit vor 1945. Eine Erweiterung des Bestandes wurde bis Anfang der 1960er Jahre als nachrangig angesehen. Vordringlich wurden Landes- und Kreisstraßen repariert und erneuert. Die Hauptlast des Güterverkehrs trug die Deutsche Reichsbahn.

### 1969–1989
Ab Mitte der 1960er Jahre kam eine Diskussion über den Neubau von Autobahnstrecken auf. Die SED beschloss 1967, „die Mittel und Kapazitäten im Straßenbau vorrangig für den Ausbau des Autobahnnetzes einzusetzen und beim Bau von Autobahnen moderne industriemäßige Produktionsmethoden anzuwenden“. Der zwischenzeitlich eingetretene Wirtschaftsaufschwung in der DDR hatte diese Planungen unumgänglich gemacht. Die zunehmende Massenmotorisierung, aber auch der gestiegene Güterverkehr auf der Straße brachten das Straßennetz der DDR an seine Grenzen. Insbesondere in der Ost-West-Richtung Dresden–Leipzig–Magdeburg (heute A 14) und der Nord-Süd-Richtung – auch um dem Überseehafen Rostock-Warnemünde leichteren Zugang aus der ČSSR und Österreich zu verschaffen. Zu diesem Zweck wurde das SBK Verkehrsbau zum Autobahnbaukombinat umgewandelt.
Die Betriebe
- Straßenbau Halle
- Industriebahnbau Magdeburg
- Gleisbauunion Bitterfeld

wurden aus dem künftigen ABK ausgegliedert.
- Straßenbau Greifswald fusionierte mit dem Straßenbau Potsdam, seine Werkstätten, die Immobilien und besonders das Management wurden zum Ingenieurbüro für Rationalisierung des ABK.
- EIBSw Potsdam wurde zum Betrieb Forschung und Projektierung des ABK.
- Die Bauunion Süd Dresden wurde Betrieb Brückenbau Dresden des ABK.
- Die „halbstaatliche“ Stahlbaufirma Beuchelt & Co. wurde in das Volkseigentum überführt und nach Beendigung dieses Prozesses der Betrieb Stahlbrückenbau Könnern des ABK.

Als erstes Großbauvorhaben wurde der Autobahnbau von Dresden nach Leipzig beschlossen. Geplant war der Bau von 100 Kilometern Autobahn-Richtungsfahrbahn in Beton mit bituminöser Standspur pro Jahr. Dabei orientierte man sich an den auch in der BRD gültigen Regelquerschnitten und Trassierungsvorschriften. Um Betondecken im nötigen Tempo bauen zu können, wurden in Belgien für eine Million Valutamark halbautomatische Gleitschalungsfertiger eingekauft. Nach drei Baujahren konnte die Autobahn Leipzig–Dresden vom Schkeuditzer Kreuz bis zum Abzweig Nossen (heute A 14) im Oktober 1971 freigegeben werden. Mit der Wahl Erich Honeckers zum Generalsekretär des Zentralkomitees der SED wurde der Schwerpunkt der DDR-Bauwirtschaftsprojekte auf den Wohnungsbau verlegt. Der bereits begonnene Bau der Autobahn Berlin–Rostock sollte abgebrochen werden. Es wurde dann mit gedrosseltem Tempo weitergebaut, 1978 konnte die Strecke Berlin–Rostock (heute bis Wittstock A 24 und bis Rostock A 19) für den Verkehr freigegeben werden. Danach folgten Transitstrecken zur BRD, der Neubau der A 24 vom Abzweig Wittstock bis Zarrentin und die Rekonstruktion der A 2 zwischen Marienborn und dem Berliner Ring (A 10). Deren Auf- und Ausbau wurden seit dem Transitabkommen von der BRD zum Teil mit Devisen bezahlt. Die DDR importierte zu diesem Zweck auch LKW-Kipper aus der BRD (u. a. Daimler-Benz) und Motorschürfwagen (Scraper) von Komatsu. Teilweise wurden einige Streckenabschnitte der Autobahnen – wie auch in der Bundesrepublik Deutschland – als militärische Flugbehelfsbetriebsflächen errichtet.
Ab 1980 wurden in großem Umfang Erschließungs, Straßen- und Brückenbauarbeiten in Ostberlin durchgeführt.
International agierte das ABK:
- im Irak zur Ertüchtigung der Bagdadbahn unter der Regie seines Betriebes Bohr- und Sprengtechnik Berlin,
- in Ghana (Kumasi) im Straßen- und Brückenbau unter der Regie seines Betriebes Straßenbau Potsdam,
- im Jemen  im Straßen und Brückenbau unter der Regie seines Betriebes Brückenbau Dresden,
- in der ČSSR mit der Fertigung bituminöser Außenhautdichtungen im Talsperrenbau durch seinen Betrieb Straßenbau Weimar,
- in der Ukraine an der Druschba-Trasse und am RGW-Vorhaben Aufbereitungskombinat für oxidische Erze Kriwoi Rog als Hauptauftragnehmer Erd-, Straßen und Brückenbau unter Regie seines Betriebes Erdbau Magdeburg,
- in Libyen als Nachauftragnehmer für Erd- und Tiefbau durch seinen Betrieb Erdbau Magdeburg beim Bau von Getreidespeichern in Hafenstädten entlang der Mittelmeerküste.

Die im Ausland jeweils beauftragten Betriebe des ABK bekamen die jeweils erforderliche Spezialkapazität über die sie nicht selbst verfügten von den anderen Kombinatsbetrieben zugeordnet. Kombinats- bzw. Generaldirektor des ABK, das Ende der 1980er Jahre noch über ca. 7000 Mitarbeiter verfügte, waren Wolfgang Heier bis 1966, Waldemar Gromzig bis 1987 und Klaus-Dieter Lüpke bis zur Streichung des ABK aus dem Handelsregister.

## Nichtsozialistisches Ausland
Zur Lösung von Exportaufgaben waren Spezialkapazitäten im nichtsozialistischen Ausland tätig. Folgende Auslandseinsätze konnten unter anderen zur Devisengewinnung erfolgreich getätigt werden:
| Nr. | Datum             | Land           | Bauvorhaben                                                    |
| --- | ----------------- | -------------- | -------------------------------------------------------------- |
| 1   | Jan.-März 1980    | VR Mocambique  | Herstellen von Eisenbahnbehelfsbrücken                         |
| 2   | 1983 - 85         | Irak           | Neue Eisenbahnlinie von Bagdad über Al-Quaim nach Akashat      |
| 3   | 1984 - 88         | Libyen         | Getreidesilos von Derna bis Baida                              |
| 4   | 3.4.- 29.8.84     | BRD            | Brückenbau in Schleswig-Holstein                               |
| 5   | 12.3.84 – 14.8.87 | Aden VDR Jemen | 3 Spannbetonbrücken 1 Tunnel                                   |
| 6   | 1985 - 88         | BRD            | Fertigung und Lieferung von Stahlkonstruktionen für Brückenbau |
| 7   | 1.9.1985 - 1990   | Ghana, Kumasi  | 94 km mehrspurige Stadtstraßen                                 |
| 8   | 1985              | Äthiopien      | Zementwerk                                                     |
| 9   | 1985 - 88         | Kuba           | Straßen- und Brückenbau                                        |

1990 wurde das ABK aufgelöst, die Betriebe wurden von der Treuhandanstalt „ausgedünnt“, verkauft (Brückenbau Dresden, Straßenbau Weimar) und rückübertragen (Stahlbrückenbau Könnern). Der Betrieb Forschung und Projektierung Potsdam und die Sprengschule des Bohr- und Sprengtechnik Berlin in Dresden wurde per Management-Buy-out privatisiert. Die verbliebenen Betriebe bildeten die VBU Berlin, die heutige Eurovia Deutschland.
Das zentralgeleitete Autobahnbaukombinat unterstand dem Ministerium für Bauwesen. Weitere zentralgeleitete Kombinate des Bauwesens können in der Liste von Kombinaten der DDR eingesehen werden.

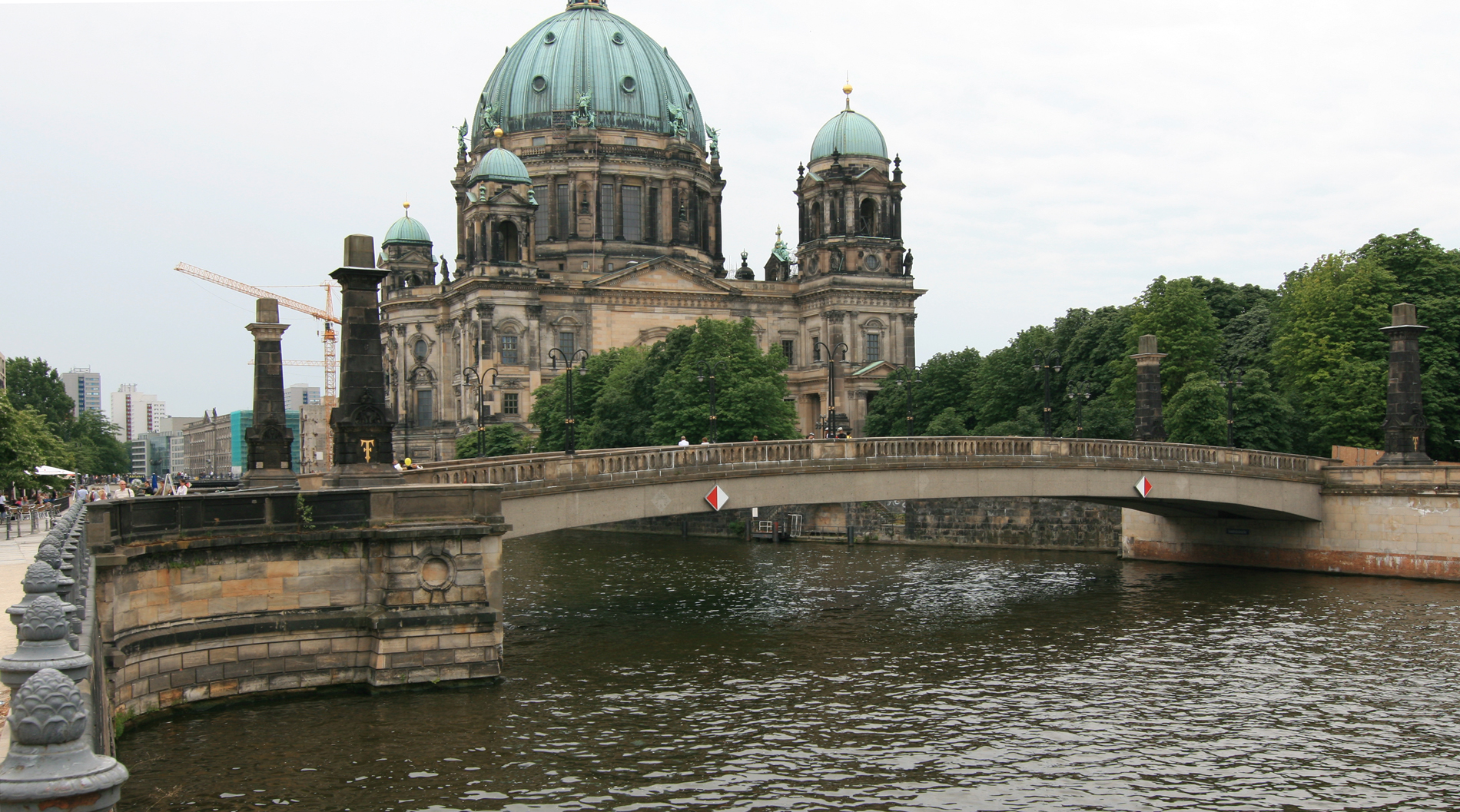
Die Friedrichsbrücke (Neubau) in Berlin-Mitte, errichtet 1982 vom VE AKB

## Weitere Sonderbauwerke des ABK
- Friedrichsbrücke (Berlin), zwischen Museumsinsel und Börsenstraße, Neubau 1982 durch VEB Autobahnbaukombinat. 70 Meter Länge, Spannbetonbrücke im Freivorbauverfahren errichtet.[5]
- Flughafen Rostock-Laage, ehemaliger Fliegerhorst der NVA, errichtet 1980 bis 1984 vom VEB Autobahnbaukombinat.
- Brücke über die Elbe in Dresden (Carolabrücke) 1969 bis 1972 vom VEB Autobahnbaukombinat Brückenbau Dresden
- Verkehrsinfrastruktur und Betonkuppel des Kernkraftwerkes bei Stendal (bis 1990)
- U-Bahn-Linienverlängerung in Berlin bis Tierpark (Erd- und Tiefbauarbeiten 1970)
- Flughafen Dresden-Klotzsche, Modernisierung von 1987 bis 1989

## Film
- Autobahn Ost, Deutschland 2004, 35 mm, Farbe, 95 Min